# Фомино (Сисертський міський округ)
Фо́мино (рос. Фомино) — село у складі Сисертського міського округу Свердловської області.
Населення — 94 особи (2010, 110 у 2002).
Національний склад населення станом на 2002 рік: росіяни — 84 %.